# Ośrodek Badań Prasoznawczych
Ośrodek Badań Prasoznawczych – instytucja naukowo-badawcza zajmująca się problemami masowego komunikowania. 

## Historia
Założona w 1956 roku jako Krakowski Ośrodek Badań Prasoznawczych przy RSW „Prasa”, od 1963 pod obecną nazwą; w maju 1990 przyłączony do Uniwersytetu Jagiellońskiego i do 1 X 1991 działał jako Instytut Międzywydziałowy, przejściowo jako samodzielna katedra w strukturach Wydziału Prawa UJ, a następnie jako katedra w ramach Instytutu Dziennikarstwa i Komunikacji Społecznej UJ.
Twórcami OBP byli: Ignacy Krasicki i dyrektor Krakowskiego Wydawnictwa Prasowego RSW „Prasa” Edmund Król. W grupie pierwszych animatorów znaleźli się: Jan Kalkowski, Irena Tetelowska, Jan Lankau, Władysław Kobylański, Walery Pisarek, Sylwester Dziki, Marian Tyrowicz. Działalność naukowa OBP w różnych latach skupiona była na kilku polach badawczych, obejmowała m.in.: prawo prasowe (Jerzy Parzyński, Jerzy Sawicki, Bogdan Michalski, Stanisław Waltoś, Andrzej Kopf, Izabela Dobosz), historia prasy (Adam Przyboś, Jan Lankau, Marian Tyrowicz, Czesław Lechicki), teoria (Irena Tetelowska, Walery Pisarek, Paweł Dubiel), bibliografia i dokumentacja (Sylwester Dziki), język przekazów prasowych (Walery Pisarek, Zenen Klemensiewicz, Mieczysław Karaś, Halina Kurkowska, Maria Kniaginiowa, Jerzy Bralczyk, Jacek Maziarski, Wojciech Kajtoch), socjologia komunikowania masowego (Władysław Kobylański, Tadeusz Kupis, Teresa Dobrowolska, Jerzy Mikułowski Pomorski, Franciszek Adamski, Tomasz Goban-Klas, Zbigniew Bajka, Ryszard Filas, Henryk Siwek, Stanisław Nowicki), psychologia prasy (Zbigniew Nęcki, Zbigniew Sobiecki), ekonomika prasy (Janusz Maciaszek, Ignacy Krasicki, Jan Malik), grafika prasowa (Stanisław Peters, Wiktor Frantz); warsztat dziennikarski (Bolesław Garlicki).

## Działalność wydawnicza
W 1960 roku z okazji 300. rocznicy powstania prasy polskiej Ośrodek wydał dwie książki: Lankaua Prasa staropolska na tle rozwoju prasy w Europie 1513–1729 oraz  reedycję XVII-wiecznego Merkuriusza Polskiego przygotowaną przez Adama Przybosia. OBP prowadził ożywioną działalność wydawniczą. Publikowano m.in.: serię wydawniczą Biblioteka Wiedzy o Prasie (podseria A i B) i Materiały OBP, kwart. Zeszyty Prasoznawcze, „Polska Bibliografia Adnotowana Wiedzy o Środkach Masowego Komunikowania” (roczniki 1965-1987 oprac. Sylwester Dziki), Słownik publicystów i dziennikarzy polskich (na łamach „Zeszytów Prasoznawczych” oprac. Czesław Lechicki), Encyklopedia wiedzy o prasie (pod red. Juliana Maślanki – 1976) oraz „Katalog Mediów Polskich” (1991-2000 oprac. Sylwester Dziki, Włodzimierz Chorązki). Od 1957 roku OBP należy do AIERI-IAMCR Międzynarodowego Stowarzyszenia Badań nad Komunikowaniem Masowym; był organizatorem wielu konferencji naukowych.

## Dyrektorzy
- Ignacy Krasicki (1956-60)
- Irena Tetelowska (1961-69)[3]
- Walery Pisarek (1969-97) i 1998-2000)[4][3]
- Izabela Dobosz (1997-98)[1]
- Zbigniew Bajka p.o. (1998)[1]
- Ireneusz Bobrowski (2000-2006)[5]
- Maciej Kawka (2006–)[6]